# Ancylometis
Ancylometis is een geslacht van vlinders van de familie sikkelmotten (Oecophoridae), uit de onderfamilie Oecophorinae.

## Soorten
- A. ansarti Guillermet, 2010
- A. asbolopa Meyrick, 1923
- A. celineae Guillermet, 2010
- A. dilucida Meyrick, 1910
- A. glebaria (Meyrick, 1910)
- A. hemilyca (Meyrick, 1910)
- A. isophaula Meyrick, 1934
- A. lavergnella Guillermet, 2011
- A. metacrocota Meyrick, 1930
- A. mulaella Guillermet, 2011
- A. orphana (Meyrick, 1910)
- A. paulianella Viette, 1957
- A. phylotypa Meyrick, 1930
- A. ribesae Viette, 1996
- A. scaeocosma Meyrick, 1887
- A. trigonodes Meyrick, 1887